# رانگابالی اپازیلا
رانگابالی اپازیلا (به لاتین: Rangabali Upazila) یک منطقهٔ مسکونی در بنگلادش است که در ناحیه پتوکالی واقع شده‌است. رانگابالی اپازیلا ۴۷۰٫۱۲ کیلومتر مربع مساحت و ۸۶٬۸۱۹ نفر جمعیت دارد.